# دسائو
دسائو (به آلمانی: Dessau) شهری در شمال شرق آلمان و در ایالت زاکسن-آنهالت است. از نظر جغرافیایی این شهر در تلاقی دو رود البه و مولده قرار دارد. این شهر در منطقه‌ای کوهپایه‌ای واقع است. از سال ۲۰۰۷ این شهر بخشی از دسائو-روسلائو قرار دارد.

## نگارخانه

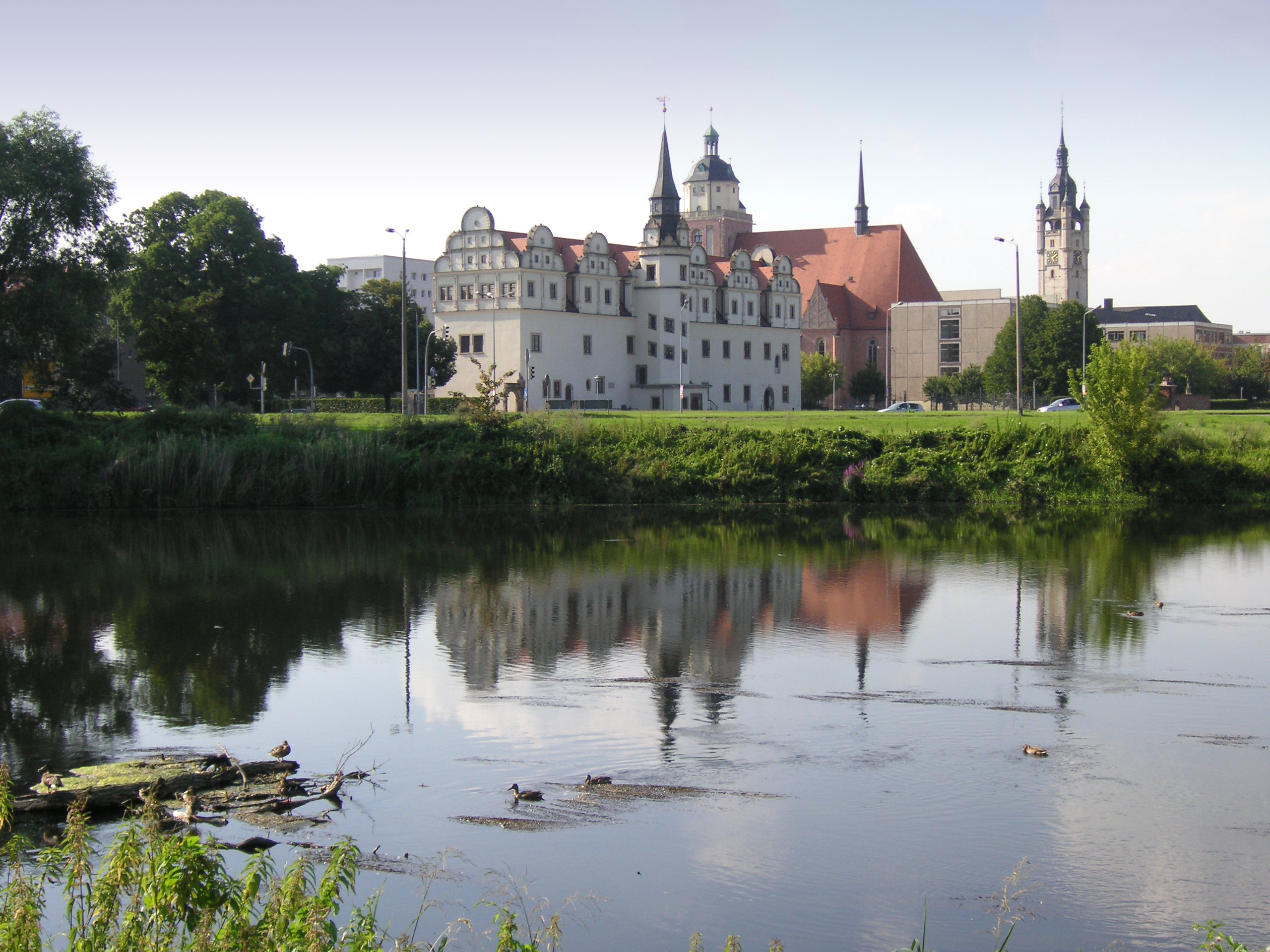
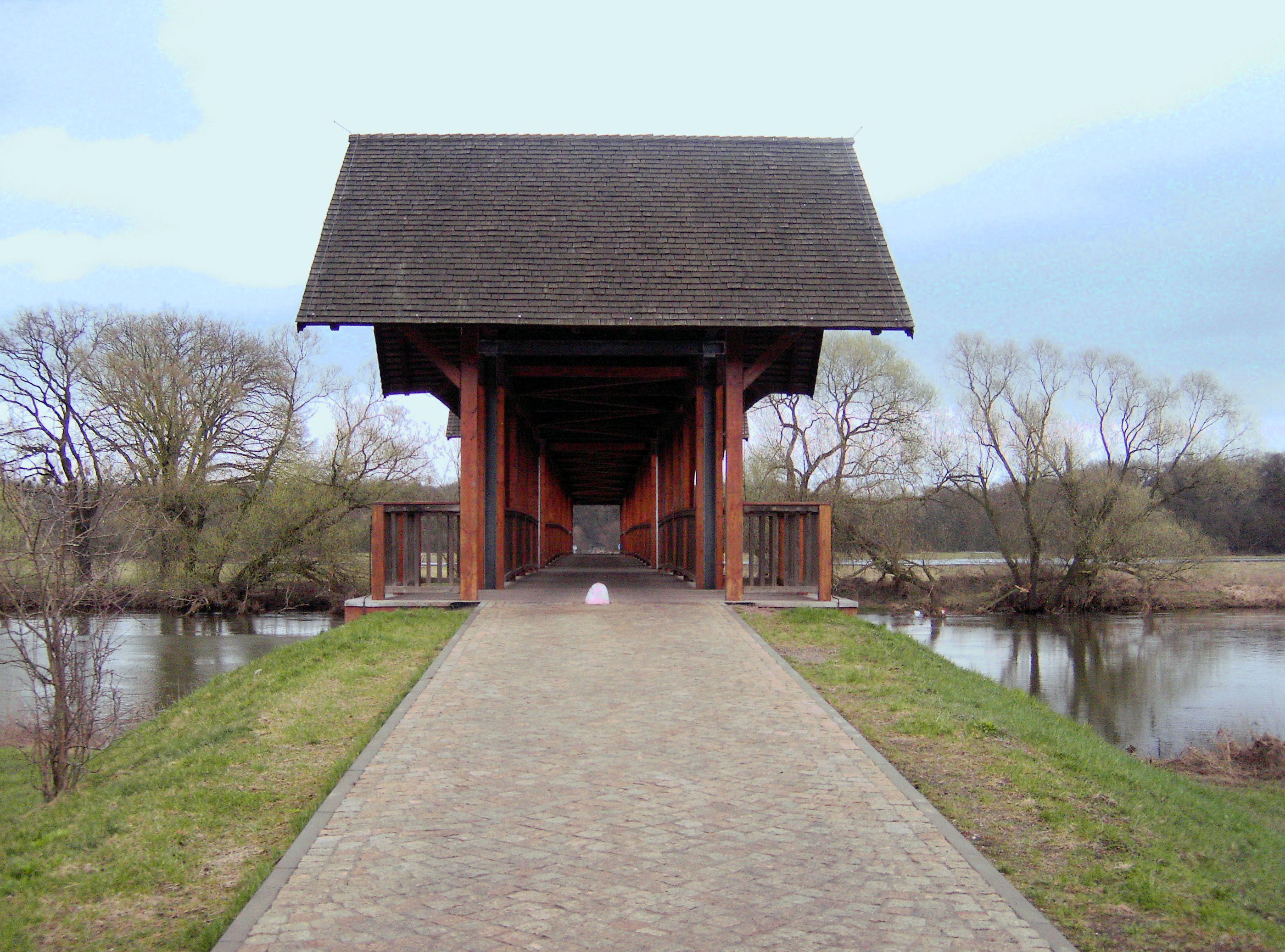
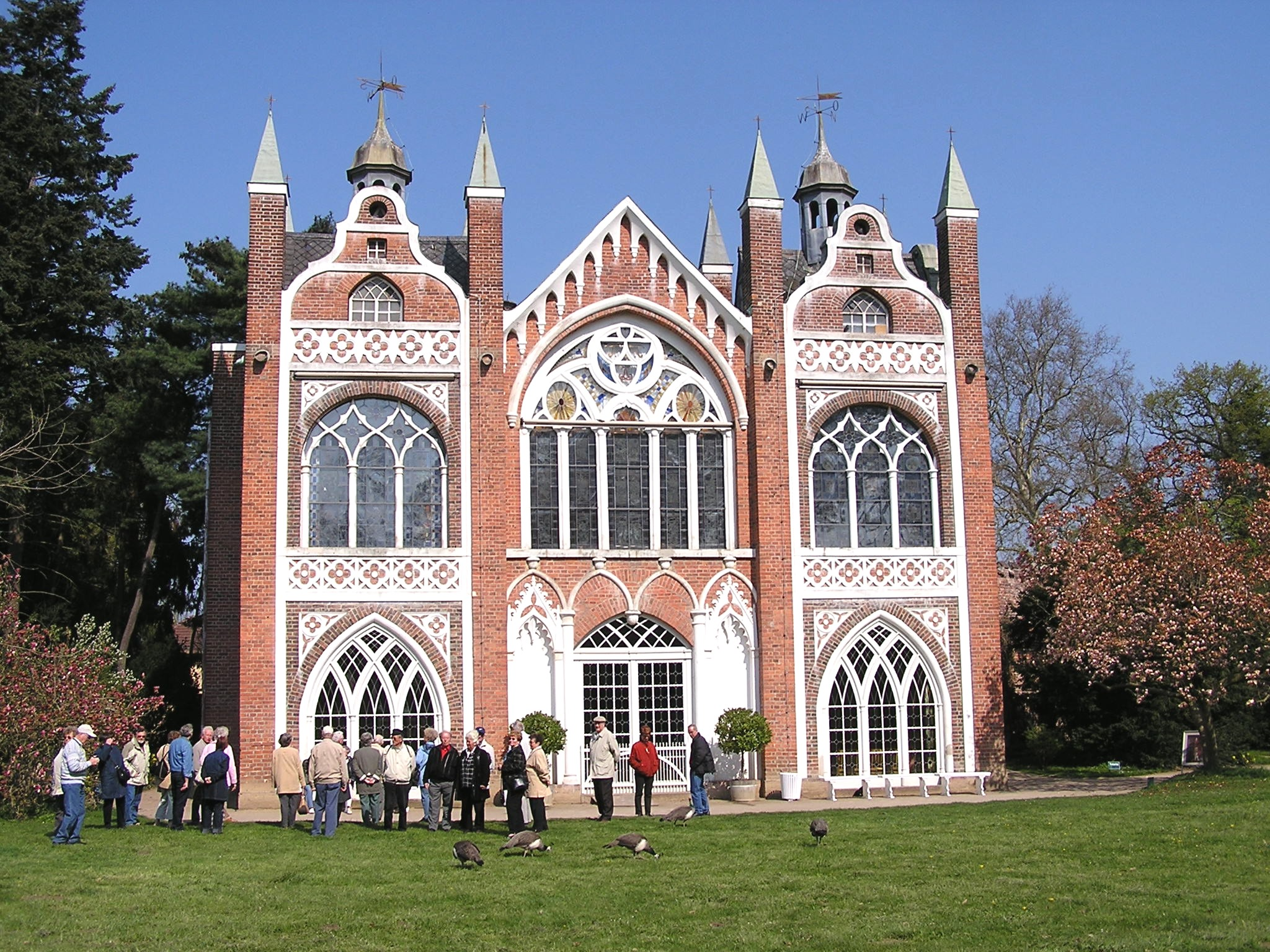
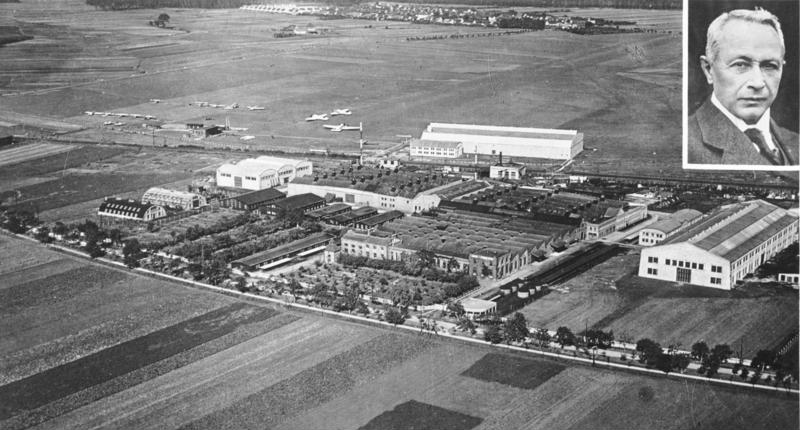
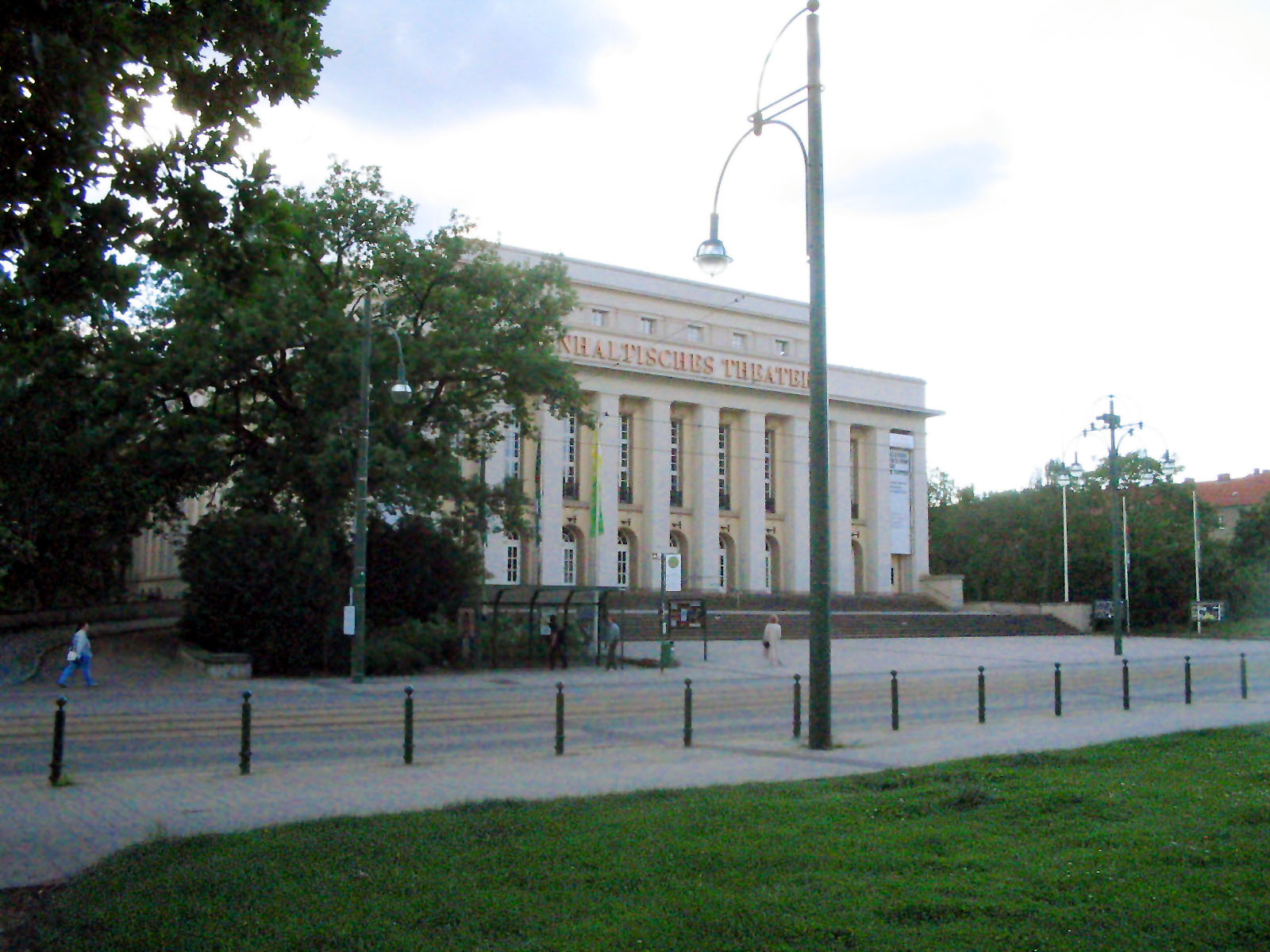
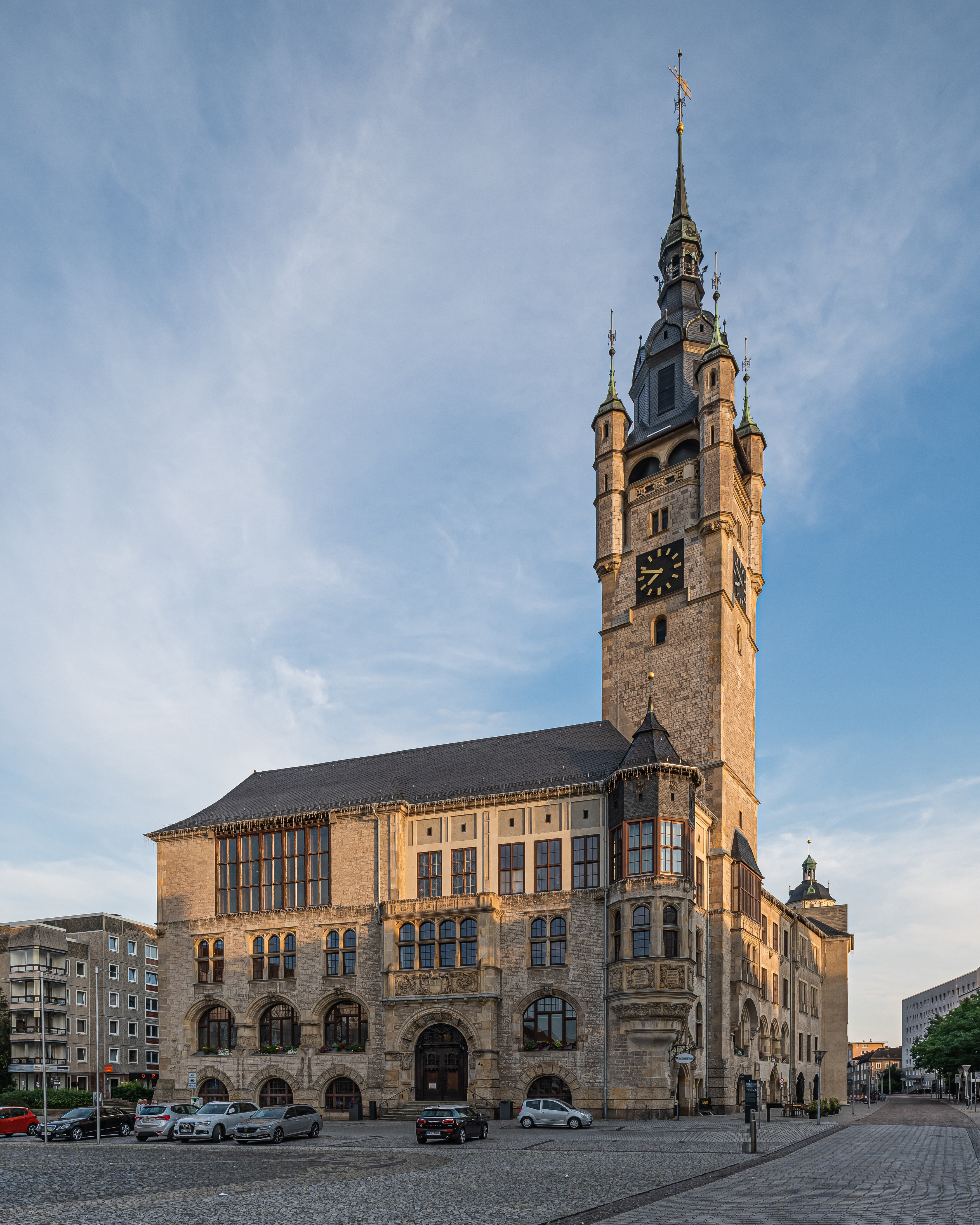